# Execució imminent
Execució imminent (títol original en anglès: True Crime) és una pel·lícula estatunidenca de 1999, produïda, dirigida i protagonitzada per Clint Eastwood, basada en la novel·la homònima de 1997 d'Andrew Klavan. Ha estat doblada al català.

## Argument
El periodista Steve Everett (Clint Eastwood) que intenta deixar l'alcoholisme i amb problemes maritals té com a encàrrec cobrir l'execució d'un afroamericà (Isaiah Washington) acusat d'assassinar una dona. Ha entrevistar al condemnat a mort substituint a una companya seva que va morir deixant el reportatge pendent. Steve descobreix la possibilitat de la innocència de l'home donades les noves evidències trobades. El temps vola i Steve ha de esgarrapar cada segon, ja que a mitjanit es donarà l'ordre d'execució per injecció letal.

## Repartiment
| Actor             | Paper                   |
| ----------------- | ----------------------- |
| Clint Eastwood    | Steve Everett           |
| Isaiah Washington | Frank Louis Beechum     |
| Lisa Gay Hamilton | Bonnie Beechum          |
| Bernard Hill      | Alcaide Luther Plunkitt |
| Denis Leary       | Bob Findley             |
| James Woods       | Alan Mann               |
| Diane Venora      | Barbara Everett         |
| Michael McKean    | Reverendo Shillerman    |
| Mary McCormack    | Michelle Ziegler        |
| Michael Jeter     | Dale Porterhouse        |
| Hattie Winston    | Angela Russel           |
| Penny Bae Bridges | Gail Beechum            |

## Critica
- "És sentimentaloide, poc plausible i ple de pistes falses, i tot i així, és molt entretinguda"[3]
- "L'última d'Eastwood presumeix d'una narrativa tibant, afilades interpretacions i un ull per al detall amè i inesperat"[4]
- "Un thriller endimoniadament efectiu (...) Puntuació: ★★★ (sobre 4)"[5]